# Harry Thuku
Harry Thuku, né en 1895 dans la région de Kiambu, et mort en 1970 à Nairobi est l'un des pères du nationalisme kényan, notamment connu pour avoir dirigé les premières grèves citadines du Kenya, en 1921, en opposition aux règles du tout récent gouvernement colonial installé l'année précédente. En particulier il combat le travail forcé touchant en premier lieu les femmes, dénonce le kipande, l'accaparement des terres par les colons et les bas salaires. Fondateur d'une association faisant valoir les droits des citadins déracinés, et s'opposant donc aux chefs traditionnels kikuyus, il est condamné  en représailles à l'exil jusqu'en 1931. Par la suite, il adoucit ses positions, allant jusqu'à s'opposer aux formes revendicatives des Mau Mau dans les années 1948-1955 ce qui le coupe de sa base. Par la suite, il abandonne la politique et devient le premier producteur de café noir du Kenya.

## Biographie
Homme politique kényan, il fut l'un des pionniers du développement du nationalisme africain moderne au Kenya. Il est né en 1895 dans la région de Kambui, une colonie britannique et descend d'une des familles Kibuyu, les plus influentes de la région. Il a passé quatre ans à l'école de la mission évangélique de Kambui, la Gospel Missionary Society où il a appris à lire et à écrire.
Thuku a déménagé à Nairobi, où il a trouvé un emploi de concierge et de messager à la Standard Bank. En 1911, il fut condamné à deux ans de prison pour avoir falsifié un chèque à Mombasa.
Après avoir purgé sa peine, Thuku a travaillé pour le Leader of British East Africa, un journal colonial qui lui a permis de s'intéresser aux affaires politiques locale et nationale. Grâce à ce journal, il a appris que les colons européens du Kenya se disputaient l'avenir de la colonie.
Durant la Première Guerre mondiale, il a travaillé en tant que téléphoniste au bureau de la trésorerie coloniale, à Nairobi. Cette expérience lui a permis d'élargir son réseau social politique en rencontrant un certain nombre d'Ougandais tel que Z. K. Sentongo de la Young Baganda Association et un certain nombre d'Indiens . Parmi eux, Mainlal Ambalal Desai, un rédacteur en chef du East Africain chronicle, un journal indien. Le nouveau partenariat afro-indien contre les Européens suscitait la méfiance des missionnaires et des responsables gouvernementaux qui affirmaient que les Indiens incitaient les Africains au crime et au vice. Cette attaque contre l'alliance afro-indienne n'a fait que la renforcer.

## Carrière politique
Thuku était membre du East African Indian National Congress Il fonde en 1921 la Young Kikuyu Association qu'il rebaptise plus tard East African Association (EAA), afin d'en souligner leurs perspectives panafricaines. Il s'agit, en 1921, de la première organisation politique moderne de Nairobi, recrutant parmi la population urbaine, et s'éloignant du pouvoir traditionnel des chefs kikuyu. Cette organisation défend les intérêts africains dans un Kenya dominé par la colonisation européenne, c'est un groupe poursuivant une lutte de libération pacifique et structurée. Son action consiste s'attaquer à plusieurs problèmes en s'opposant notamment à l'accaparation continue des terres par des colons blancs et à un certain nombre de mesures prises par le gouvernement colonial telles que le doublement des taxes, l'introduction du kipande — une carte d'identité réservée aux Africains — et une réduction de salaire pour le travail africain . Harry Thuku a fait valoir que la terre était un facteur de production important et que les Kikuyu, essentiellement des agriculteurs, risquaient de perdre leur vie. Son message a fortement résonné non seulement dans sa tribu immédiate des Kikuyu, mais aussi dans d'autres communautés agricoles du Kenya et d'Afrique[Lesquelles ?].
Son travail dans l'East African Association (EAA) l'a persuadé que le système colonial et l'oppression coloniale devaient être contestés par les Africains, et ce, quelles que soient leurs origines ethniques. Après avoir visité des districts africains et vu les responsables coloniaux négliger l'aide sociale, il a dénoncé le gouvernement colonial kényan et encouragé les Africains à défendre leurs droits. Ainsi, Thuku et ses collègues obtenaient le soutien des Africains instruits du Kenya ainsi qu'une collaboration avec d'éminents anticolonialistes tels que Marcus Garvey . De plus, il était particulièrement actif parmi les femmes kényanes, les encourageant à boycotter les produits et programmes britanniques. Les Kényanes lui ont donné le nom de Munene wa Nyacing'a, chef des femmes.
Toutefois, le gouvernement kényan s'est opposé aux objectifs de l'association, dans la mesure où la colonie dominée par les colons n'était pas encore prête pour une présentation percutante des vues africaines. Des partisans se sont massés aux réunions de Thuku, ce qui a alarmé le gouvernement, les chefs, les missionnaires et les colons. Le gouvernement a donc mobilisé les chefs contre lui, mais Thuku a réussi à déjouer les fonctionnaires. Sa popularité l'a conduit à une arrestation le 14 mars 1922, mais ses partisans ont répondu à son emprisonnement par une grève pour demander sa libération. Le 16 mars, une importante manifestation africaine violente a éclaté devant un commissariat de police de Nairobi. Lorsque Edward Northey, un gouverneur colonial, a ordonné son arrestation, une foule en colère s'est précipitée dans les rues de Kiambu jusqu'à la station de police où il était détenu pour y tenir une manifestation. Alors que les hommes qui dirigeaient les manifestations discutaient du lendemain, une jeune femme, Mary Muthoni Nyanjiru, s'est déshabillée pour protester et enhardit la foule de plus en plus agitée. C'est le combat féministe de Thuku qui a mené les femmes à prendre place durant cette mêlée.
Il a été libéré et exilé dans le nord du Kenya jusqu'en 1931 . En 1932, il est devenu président de la Kiyuku Central Association, groupe politique le plus important du Kenya . Des désaccords internes sur les politiques ont éclaté entre les dirigeants de l'association et l'organisation s'est scindée en factions. Thuku a finalement fondé son propre groupe, la Kenya African Study Kenya African Union (en), consacrée à la protestation légale et non militante . En dépit de sa position anticoloniale antérieure, la constitution de cette association était une promesse de fidélité aux Britanniques et soutenait les politiques coloniales. Ce virage à la modération a provoqué une scission permanente entre Thuku et la génération montante des futurs dirigeants du Kenya. Il devenait de plus en plus conservateur à mesure que la lutte anticoloniale progressait au Kenya. Thuku a été accusé d'arrogance et de se présenter comme le roi des Kikuyu.

## La place des femmes
Pour les femmes, il était considéré comme un véritable militant de la cause féministe en raison de sa campagne contre le travail forcé et les viols qui leur étaient imposés pour venir travailler dans les plantations accaparées par les colons. Thuku a été le premier homme politique africain à s'attaquer sérieusement à l'exploitation des femmes et des enfants et le premier à communiquer leurs mauvais traitements à un public international. Thuku considérait les problèmes que les femmes devaient affronter étaient importants. Il semblait avoir véritablement respecté et admiré les femmes en les félicitant notamment d'avoir été à l'avant-garde de la lutte du Kenya pour la liberté[évasif]. Les valeurs fondamentales de Thuku concernant les femmes étaient dérivées de sa famille et de sa communauté. Il a aussi lutté contre l'interdiction qui leur a été faite de brasser et vendre de la bière, ainsi que contre la prohibition de la prostitution. .
De leur côté, les femmes figuraient parmi les partisans les plus forts et les plus fidèles de Thuku. Ce sont elles qui ont essayé de le sauver de prison et se sont inquiétées de sa longue détention. Ayant subi des humiliations et des abus en travaillant sur les plantations européennes, une révolte des femmes a éclaté après l'arrestation de Harry Thuku. Ainsi, en février 1922, Thuku a recommandé à ses disciples de refuser de payer des impôts et d'arrêter de travailler sur les projets gouvernementaux . Une centaine de femmes ont répondu à l'appel d'une grève générale proposée par Harry Thuku. Dans un acte symbolique, des femmes dans la foule ont soulevé leur jupe au-dessus de leurs épaules en chantant. Cette insulte, connue sous le nom de guturamira ng'ania s'accompagne d'exortations faites aux hommes d'échanger leur pantalon, symbole de virilité,contre la robe des femmes. Cette revendication a été possible notamment grâce à la politique et aux idéologies politiques de Thuku. Ce fut un témoignage fort sur le dynamisme politique latent et la détermination des femmes Kiyuku à défendre leurs droits. Ainsi, avec les troubles de Harry Thuku, en 1922, les femmes, malgré leur subordination officielle envers les hommes, ont défié non seulement l'autorité mâle, mais également l'autorité coloniale.

## Fin de carrière
Les idéaux et l'approche de Harry Thuku ont éclairé la plus grande lutte pour l'indépendance politique et économique qui avait balayé l'Afrique de plein fouet de la fin des années 1940 aux années soixante. En 1954, il dénonçait le soulèvement des Mau Mau et s'est retiré de la politique kenyane[pourquoi ?]ne jouant plus aucun rôle dans l'évolution du nationalisme africain dans son pays. Il s'est reconverti dans l'industrie du café en devenant un riche cultivateur et devenait le premier membre africain de l'Union des producteurs du café du Kenya. Il est décédé à Nairobi, le 14 juin 1970. En sa mémoire, une rue porte son nom, à Nairobi.